# Navoiy viloyati
Navoiy viloyati (före självständigheten 1991 även Navoi oblast; ryska: Навоийская область: Navoijskaja oblast) är en viloyat (provins) i Uzbekistan. Den gränsar till Kazakstan och Karakalpakstan  samt provinserna Samarkand och Buchara.
Provinsen hade år 2005 uppskattningsvis 767 500 invånare och en yta på 110 800 km². Huvudorten är Navoiy

## Distrikt
Provinsen är indelad i 8 administrativa tuman (distrikt):